# Seaverinia
Seaverinia es un género de hongos en la familia Sclerotiniaceae. Es un género monotípico, contiene la especie Seaverinia geranii.